# Lluita als Jocs Olímpics d'estiu de 1924 - lluita grecoromana masculina pes ploma
La prova del pes ploma de lluita grecoromana fou una de les sis de lluita grecoromana que es disputaren als Jocs Olímpics de París de 1924. Com la resta de proves de lluita sols hi podien participar homes. Els lluitadors que participaven en aquesta categoria podien pesar fins a 61 quilograms. La competició es disputà entre el 6 i el 10 de juliol i hi van prendre part 27 participants, en representació de 15 països.

## Medallistes
| Or                  | Plata                     | Bronze              |
| Kalle Anttila (FIN) | Aleksanteri Toivola (FIN) | Erik Malmberg (SWE) |

## Resultats
La competició es va desenvolupar a doble eliminació.

### Primera ronda
Es disputa el 6 i 7 de juliol.
| Derrotes | Vencedor                  | Perdedor               | Derrotes |
| -------- | ------------------------- | ---------------------- | -------- |
| 0        | Arthur Nord (NOR)         | Ödön Radvány (HUN)     | 1        |
| 0        | František Řezáč (TCH)     | Hillair Fettes (LUX)   | 1        |
| 0        | Voldemar Väli (EST)       | Édouard Rottiers (BEL) | 1        |
| 0        | Katsutoshi Naito (JPN)    | Jordà Vallmajó (ESP)   | 1        |
| 0        | Josef Penczik (AUT)       | Domingo Sánchez (ESP)  | 1        |
| 0        | Marcel Capron (FRA)       | Lucien Bottin (BEL)    | 1        |
| 0        | Erik Malmberg (SWE)       | Enrico Porro (ITA)     | 1        |
| 0        | Karl Mezulian (AUT)       | Jānis Rudzītis (LAT)   | 1        |
| 0        | Aleksanteri Toivola (FIN) | Søren Eriksen (DEN)    | 1        |
| 0        | František Dyršmíd (TCH)   | Gerolamo Quaqlia (ITA) | 1        |
| 0        | Kalle Anttila (FIN)       | Rasmus Torgensen (DEN) | 1        |
| 0        | Osvald Käpp (EST)         | René Rottenfluc (FRA)  | 1        |
| 0        | Konrad Svensson (SWE)     | Jenő Németh (HUN)      | 1        |
| 0        | Martin Egeberg (NOR)      | Lliura                 | –        |

### Segona ronda
Es disputa el 7 de juliol.
| Derrotes | Vencedor                  | Perdedor                | Derrotes |
| -------- | ------------------------- | ----------------------- | -------- |
| 1        | Ödön Radvány (HUN)        | Martin Egeberg (NOR)    | 1        |
| 0        | Arthur Nord (NOR)         | František Řezáč (TCH)   | 1        |
| 1        | Édouard Rottiers (BEL)    | Hilair Fettes (LUX)     | 2        |
| 0        | Voldemar Väli (EST)       | Jordà Vallmajó (ESP)    | 2        |
| 0        | Katsutoshi Naito (JPN)    | Domingo Sánchez (ESP)   | 2        |
| 0        | Maurice Capron (FRA)      | Enrico Porro (ITA)      | 2        |
| 0        | Erik Malmberg (SWE)       | Lucien Bottin (BEL)     | 2        |
| 0        | Aleksanteri Toivola (FIN) | Karl Mezulian (AUT)     | 1        |
| 1        | Søren Eriksen (DEN)       | Jānis Rudzits (LAT)     | 2        |
| 0        | Kalle Anttila (FIN)       | František Dyršmid (TCH) | 1        |
| 1        | Rasmus Torgensen (DEN)    | Gerolamo Quaqlia (ITA)  | 2        |
| 0        | Osvald Käpp (EST)         | Jenő Németh (HUN)       | 2        |
| 0        | Konrad Svensson (SWE)     | René Rottenfluc (FRA)   | 2        |
| –        | Abandoned                 | Josef Penczik (AUT)     | –        |

### Tercera ronda
Es disputa el 8 de juliol.
| Derrotes | Vencedor                  | Perdedor                | Derrotes |
| -------- | ------------------------- | ----------------------- | -------- |
| 1        | Ödön Radvány (HUN)        | Édouard Rottiers (BEL)  | 2        |
| 1        | Martin Egeberg (NOR)      | František Řezáč (TCH)   | 2        |
| 0        | Arthur Nord (NOR)         | Voldemar Väli (EST)     | 1        |
| 0        | Maurice Capron (FRA)      | Katsutoshi Naito (JPN)  | 1        |
| 0        | Erik Malmberg (SWE)       | Karl Mezulian (AUT)     | 2        |
| 0        | Aleksanteri Toivola (FIN) | František Dyršmid (TCH) | 2        |
| 0        | Kalle Anttila (FIN)       | Søren Eriksen (DEN)     | 2        |
| 1        | Rasmus Torgensen (DEN)    | Osvald Käpp (EST)       | 1        |
| 0        | Konrad Svensson (SWE)     | Lliura                  | –        |

### Quarta ronda
Es disputa el 8 i 9 de juliol.
| Derrotes | Vencedor                  | Perdedor               | Derrotes |
| -------- | ------------------------- | ---------------------- | -------- |
| 1        | Ödön Radvány (HUN)        | Voldemar Väli (EST)    | 2        |
| 0        | Konrad Svensson (SWE)     | Martin Egeberg (NOR)   | 2        |
| 0        | Arthur Nord (NOR)         | Katsutoshi Naito (JPN) | 2        |
| 0        | Erik Malmberg (SWE)       | Maurice Capron (FRA)   | 1        |
| 0        | Aleksanteri Toivola (FIN) | Rasmus Torgensen (DEN) | 2        |
| 0        | Kalle Anttila (FIN)       | Osvald Käpp (EST)      | 2        |

### Cinquena ronda
Es disputa el 9 i 10 de juliol.
| Derrotes | Vencedor                  | Perdedor              | Derrotes |
| -------- | ------------------------- | --------------------- | -------- |
| 0        | Erik Malmberg (SWE)       | Ödön Radvány (HUN)    | 2        |
| 0        | Aleksanteri Toivola (FIN) | Konrad Svensson (SWE) | 1        |
| 0        | Arthur Nord (NOR)         | Maurice Capron (FRA)  | 2        |
| 0        | Kalle Anttila (FIN)       | Lliura                | –        |

### Sisena ronda
Es disputa el 10 de juliol.
| Derrotes | Vencedor                  | Perdedor              | Derrotes |
| -------- | ------------------------- | --------------------- | -------- |
| 0        | Erik Malmberg (SWE)       | Arthur Nord (NOR)     | 1        |
| 0        | Kalle Anttila (FIN)       | Konrad Svensson (SWE) | 2        |
| 0        | Aleksanteri Toivola (FIN) | Lliura                | –        |

### Setena ronda
Es disputa el 10 de juliol. Els dos lluitadors invictes passen a una vuitena ronda. Nord, amb la segona derrota, finalitza quart. Malmberg, que perd el primer combat en aquesta ronda, acaba tercer i guanya la medalla de bronze.
| Derrotes | Vencedor                  | Perdedor            | Derrotes |
| -------- | ------------------------- | ------------------- | -------- |
| 0        | Aleksanteri Toivola (FIN) | Erik Malmberg (SWE) | 1        |
| 0        | Kalle Anttila (FIN)       | Arthur Nord (NOR)   | 2        |

### Vuitena ronda
Es disputa el 10 de juliol. Anttila supera a Toivola per la medalla d'or.
| Derrotes | Vencedor            | Perdedor                  | Derrotes |
| -------- | ------------------- | ------------------------- | -------- |
| 0        | Kalle Anttila (FIN) | Aleksanteri Toivola (FIN) | 1        |